# آریستوکراسی (طبقه)

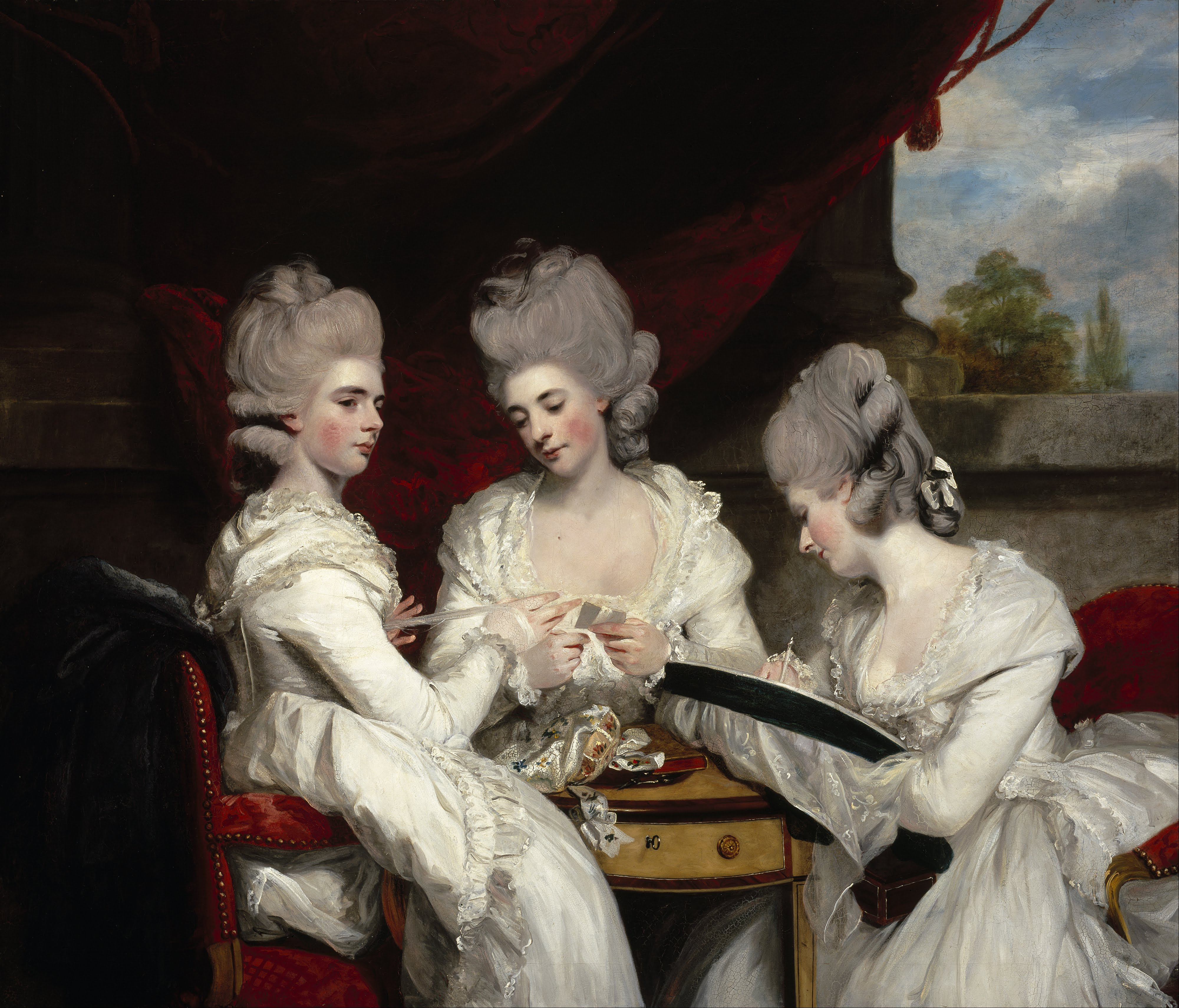
خانم‌های والدگریو، پرتره‌ای از سه اشراف انگلیسی از خانواده والدگریو اثر جاشوا رینولدز

آریستوکراسی (به فرانسوی: Aristocratie) از نظر تاریخی وابسته به طبقه اجتماعی «موروثی» یا «حاکم» است. در بسیاری از مملکت‌ها، آریستوکراسی طبقه فرادست مردم (اشراف) بود که درجه و عناوین وراثتی داشتند. آریستوکراسی در فلسفه سیاسی یونان به معنای حکومت کسانی بود که از لحاظ کمال انسانی از دیگران برترند.
در بعضی جاها مانند یونان باستان، روم یا هند، وضعیت اشراف از تعلق به یک قشر نظامی حاصل می‌شد. همچنین، به ویژه در جوامع آفریقایی، وابستگی اشراف به دودمان‌های مربوط به کشیش‌ها معمول بوده است. جایگاه اشراف می‌تواند شامل امتیازات فئودالی یا قانونی باشد. آن‌ها معمولاً در سلسله مراتب اجتماعی فقط از فرمان‌روای کشور یا ملت پایین‌تر هستند. در جوامع مدرن اروپا، آریستوکراسی غالباً با نجیب‌زادگی، یک طبقه خاص که در قرون وسطی به‌وجود آمده است، مصادف شده است، اما اصطلاح «آریستوکراسی» گاهی در مورد نخبگان دیگر نیز به کار می‌رود و به عنوان یک اصطلاح عمومی برای توصیف جوامع پیشین و غیر اروپایی استفاده می‌شود. آریستوکراسی ممکن است در یک کشور در نتیجه یک انقلاب علیه آن‌ها، مانند انقلاب فرانسه، لغو شود.